# Herkules (film 2014)
Herkules (ang. Hercules) – amerykański film akcji z 2014 roku w reżyserii Bretta Ratnera. Scenariusz napisali Ryan J. Condal i Evan Spiliotopoulos na podstawie komiksów Steve’a Moore’a.
Muzykę do filmu skomponował Fernando Velázquez, zmontował go Mark Helfrich, a autorem zdjęć był Dante Spinotti.
Budżet filmu wyniósł 100 milionów USD, wpływy wyniosły ponad 244 miliony.

## Obsada
- Dwayne Johnson jako Herkules
- Ian McShane jako Amfiaraos
- John Hurt jako Kotys I
- Rufus Sewell jako Autolykos
- Aksel Hennie jako Tydeus
- Ingrid Bolsø Berdal jako Atalanta
- Reece Ritchie jako Jolaos
- Joseph Fiennes jako król Eurysteusz
- Tobias Santelmann jako Resos
- Joe Anderson jako Fineus
- Irina Shayk jako Megara